# Gephyramoeba delicatula
Gephyramoeba, Gephyramoebidae
Famille
Genre
Espèce
Gephyramoeba delicatula est une espèce d'amibozoaires (amibes) de l'ordre des Leptomyxida (classe des Tubulinea), la seule du genre Gephyramoeba et de la famille des Gephyramoebidae.

## Étymologie
Le nom de genre Gephyramoeba, dérivé du grec γεφυρ / gephyr « chaussée, pont », sans doute en référence à la forme de cette amibe, et amiba ou amœba « qui change de forme ».
L'épithète spécifique de l'espèce type, delicatula, dérive du latin delicatus « fin, délicat ».

## Description
La famille Gephyramoebidae a été créée pour une amibe souvent très ramifiée mais non plasmodiale. Bien que cette amibe puisse avoir un contour spatulé, elle ne présente pas la masse de filaments traînants que l'on trouve parfois chez les Leptomyxidae.
Le genre Gephyramoeba a une forme locomotrice de 30 à 300 µm. Il a souvent une forme en éventail avec une longue queue postérieure, parfois très ramifiée mais non anastomosée. Il ne forme pas de plasmodes. Il est uninucléé (un unique noyau). Il forme des kystes sphériques ou ovoïdes.
Une seule espèce est connue dans cette famille.

## Habitat
Gephyramoeba delicatula est une espèce qui vit dans le sol.

## Liste des espèces
Selon EOL (4 février 2025) et The Taxonomicon (4 février 2025) :
- Gephyramoeba delicatula Goodey, 1915

## Systématique
Le nom valide de ce taxon est Gephyramoeba delicatula Goodey (d), 1914.

## Publication originale
- (en) T. Goodey, « A preliminary communication on three new proteomyxian rhizopods from soil », Archiv für Protistenkunde, vol. 35,‎ 1914, p. 80–102 (ISSN 0003-9365, e-ISSN 2213-5553).